# Déjame/dulce sentimiento
Déjame/dulce sentimiento es el nombre del tercer álbum del cantante venezolano Pecos Kanvas, editado entre los años 1975 y 1976.

## Lista de canciones
1. Déjame
2. Oh Cuanto Te Amo
3. Tu Cariño Se Me Va
4. Viento
5. Quiero Gritar, Quiero Reír
6. Dulce Sentimiento
7. Voy A Tu Lado
8. Triki Triki Triki
9. Yo Por Ti Daría Todo
10. Y Sin Razones

- Datos: Q18817137